# Condado de Torre Cedeira
El Condado de Torre Cedeira es un título nobiliario español creado el 3 de enero de 1891 por el rey Alfonso XIII a favor de Manuel Bárcena y Franco, Senador del Reino
Manuel Bárcena y Franco, era hijo de Manuel Bárcena de la Concha y Bustillo y de su esposa María del Pilar Franco y Menéndez.
Su denominación hace referencia al Pazo de Torre Cedeira, situado en la parroquia de San Andrés de Cedeira, en el municipio de Redondela, provincia de Pontevedra, España.

## Condes de Torre Cedeira
|                           | Titular                          | Periodo                   |
| Creación por Alfonso XIII | Creación por Alfonso XIII        | Creación por Alfonso XIII |
| ------------------------- | -------------------------------- | ------------------------- |
| I                         | Manuel Bárcena y Franco          | 1891-1908                 |
| II                        | Manuel Bárcena y de Andrés       | 1908-1927                 |
| III                       | Manuel Bárcena y de Castro       | 1930-1962                 |
| IV                        | Felipe Bárcena y de Castro       | 1966-1984                 |
| V                         | Felipe Bárcena y Varela de Limia | 1985-actual titular       |

## Historia de los Condes de Torre Cedeira
- Manuel Bárcena y Franco (1834-1908), I conde de Torre Cedeira.

1. Casó con Dolores de Andrés y López. Le sucedió, en 1908, su hijo:

- Manuel Bárcena y de Andrés (1877-1927), II conde de Torre Cedeira.

1. Casó con Obdulia de Castro y Montenegro. Le sucedió, en 1930, su hijo:

- Manuel Bárcena y de Castro (1905-1962)), III conde de Torre Cedeira.

1. Casó con Mercedes Iñíguez y Galíndez. Le sucedió, en 1966, su hermano:

- Felipe Bárcena y de Castro (1906-1984), IV conde de Torre Cedeira.

1. Casó con María del Pilar Varela de Limia y País. Le sucedió, en 1985, su hijo:

- Felipe Bárcena y Varela de Limia (n. en 1946), V conde de Torre Cedeira.

1. Casó con Rosa María de Labra y Morán.